# Opalia hotessieriana
Opalia hotessieriana är en snäckart som först beskrevs av d'Orbigny 1842.  Opalia hotessieriana ingår i släktet Opalia och familjen vindeltrappsnäckor. Inga underarter finns listade i Catalogue of Life.